# Minh Diệu
Minh Diệu là một xã thuộc huyện Hòa Bình, tỉnh Bạc Liêu, Việt Nam.

## Địa lý
Xã Minh Diệu nằm ở phía bắc huyện Hòa Bình, cách trung tâm huyện khoảng 6,5 km theo tỉnh lộ 341, có vị trí địa lý:
- Phía đông và phía bắc giáp huyện Vĩnh Lợi
- Phía tây giáp xã Vĩnh Bình
- Phía nam giáp thị trấn Hòa Bình và xã Vĩnh Mỹ B.

Xã Minh Diệu có diện tích 40,72 km², dân số năm 2022 là 15.238 người, mật độ dân số đạt 374 người/km².

## Hành chính
Xã Minh Diệu được chia thành 12 ấp: 21, 33, 36, 37, 38, Cá Rô, Hậu Bối 1, Hậu Bối 2, Nam Hưng, Ninh Lợi, Trà Co, Tràm I (Tràm Một)

## Lịch sử
Tên của xã được người dân lấy tên 2 liệt sĩ đã anh dũng hy sinh trong thời kỳ kháng chiến chống Pháp đặt tên cho xã là Minh – Diệu.
Sau năm 1975, xã Minh Diệu thuộc huyện Vĩnh Lợi, tỉnh Bạc Liêu.
Ngày 20 tháng 12 năm 1975, Bộ Chính trị Đảng Cộng sản Việt Nam ban hành Nghị quyết số 19/NQ về việc điều chỉnh lại việc hợp nhất tỉnh ở miền Nam Việt Nam cho sát với tình hình thực tế, theo đó tỉnh Cà Mau và tỉnh Bạc Liêu được tiến hành hợp nhất vào ngày 1 tháng 1 năm 1976 với tên gọi ban đầu là tỉnh Cà Mau – Bạc Liêu. Khi đó, xã Minh Diệu, huyện Vĩnh Lợi thuộc tỉnh Cà Mau – Bạc Liêu.
Ngày 10 tháng 3 năm 1976, Ban đại diện Trung ương Đảng và Chính phủ về việc đổi tên tỉnh Cà Mau – Bạc Liêu thành tỉnh Minh Hải. Khi đó, xã Minh Diệu, huyện Vĩnh Lợi thuộc tỉnh Minh Hải.
Ngày 25 tháng 7 năm 1979, Hội đồng Bộ trưởng ban hành Quyết định số 275-CP về việc thành lập xã Minh Tân trên cơ sở một phần của xã Minh Diệu.
Ngày 14 tháng 2 năm 1987, Hội đồng Bộ trưởng ban hành Quyết định số 33B-HĐBT về việc:
- Tách một phần diện tích và dân số của xã Vĩnh Mỹ B để sáp nhập vào xã Minh Diệu.
- Tách một phần diện tích và dân số của xã Minh Tân và xã Vĩnh Bình để sáp nhập vào xã Minh Diệu.
- Tách một phần diện tích và dân số của xã Minh Diệu để sáp nhập vào xã Long Thạnh.

Xã Minh Diệu có 3.506 ha đất và 3.914 nhân khẩu.
Ngày 6 tháng 11 năm 1996, Quốc hội ban hành Nghị quyết về việc chia tỉnh Minh Hải thành tỉnh Bạc Liêu và tỉnh Cà Mau. Khi đó, xã Minh Diệu, huyện Vĩnh Lợi thuộc tỉnh Bạc Liêu.
Ngày 26 tháng 7 năm 2005, Chính phủ ban hành Nghị định số 96/2005/NĐ-CP về việc chuyển xã Minh Diệu thuộc huyện Vĩnh Lợi về huyện Hòa Bình mới thành lập quản lý.

## Kinh tế - xã hội
Nông nghiệp giữ vai trò quan trọng trong cơ cấu kinh tế của xã, chiếm 78,06%, mỗi năm sản xuất 3 vụ lúa. Tổng sản lượng lương thực 44.710 tấn/năm, chiếm tỷ trọng lớn trong sản lượng lúa của toàn huyện. Còn lại là sản xuất tiểu thủ công nghiệp và thương mại - dịch vụ.
Hệ thống giáo dục, đường giao thông, các công trình thủy lợi, mạng lưới điện.
Bưu chính diễn thông được đầu tư hoàn thiện phục vụ tốt đời sống nhân dân.